# Stiftelsen för rättsinformation
Stiftelsen för rättsinformation är en organisation som bildats för att i rättssäkerhetens intresse främja att allsidig information om svenska rättskällor och anknutet juridiskt material, rättsinformation, blir tillgängligt på ADB-medium och användbar för allmänheten genom att verka för
- överföring av rättsinformation till ADB-medium eller annat tekniskt medium
- samordning och standardisering av rättsinformation
- diskussion, forskning och utbildning kring frågor om spridning och användning av rättsinformation som överförts till tekniskt medium.[1]

Stiftelsen grundar sig på ett stiftelseavtal av den 2 december 1988.
Totalt 19 myndigheter eller organisationer är företrädda i stiftelsens styrelse. Bland dessa återfinns regeringskansliet, Riksdagsförvaltningen, Riksarkivet, Domstolsverket och Institutet för rättsinformatik vid Stockholms universitet.
Stiftelsen ska verka för att informationssökningssystem ska utvecklas och blir kända bland olika användargrupper. I första hans ska stiftelsen sträva efter att se till att juridiska informationssökningstjänster utvecklas av andra.